# Canadair Regional Jet
Canadair Regional Jet je serija regonalnih potniških letal kanadskega proizvajalca Bombardier. Dizajn je baziran na poslovnem letalu Canadair Challenger. CRJ so izdelovali v dveh serijah krajši CRJ100/200, in seriji 700, ki obsega CRJ700, CRJ900 in CRJ1000.
Bombardier je zasnoval CRJ na bazi poslovnega letala Canadair Challenger, ki ga je Canadair kupil od Billa Leara (Learjet) leta 1976. Širok trup Challengerja je dovolj širok za 4 sedeže, zato so hoteli letalo enostavno podaljšati do 24 sedežnega Challenger 610E, kar pa se niso zgodilo. Ideja pa je ostala. Leta 1987 se je pojavila ideja za bolj ambiciozno podaljšanje, kar je vodilo do programa Canadair Regional Jet, enega izmed najbolj uspešnih regionalnih letal. 
CRJ100: Prvo letalo 50-sedežno letalo CRJ100 je prvič poletelo maja 1991. Ima dva GE CF34-3A1 turbofan z 41.0 kN (4.180 kgp / 9.220 lbf) potiska. CRJ100ER ima 20% več dosega in CRJ100LR 40% več dosega kot originalna različica.
CRJ200: je identičen CRJ 100, razen da ima bolj učinkovite motorje.

## Tehnične specifikacije serije CRJ100/200
| Različica                                        | CRJ100 ER/LR                                                          | CRJ200 ER/LR                                                          |
| ------------------------------------------------ | --------------------------------------------------------------------- | --------------------------------------------------------------------- |
| Posadka                                          | 2                                                                     | 2                                                                     |
| Kapaciteta sedežev                               | 50                                                                    | 50                                                                    |
| Dolžina Razpon kril Višina                       | 26,77 m (87 ft 10 in) 21,21 m (69 ft 7 in) 6,22 m (20 ft 5 in)        | 26,77 m (87 ft 10 in) 21,21 m (69 ft 7 in) 6,22 m (20 ft 5 in)        |
| Površina kril (net) Premer trupa Radij obračanja | 48,35 m2 (520,4 sq ft) 2,69 m (8 ft 10 in) 22,86 m (75 ft 0 in)       | 48,35 m2 (520,4 sq ft) 2,69 m (8 ft 10 in) 22,86 m (75 ft 0 in)       |
| Motorji (2x) Potisk (2x) Potisk APR (2x)         | GE CF34-3A1 38,83 kN (8.729 lbf) 41,01 kN (9.220 lbf)                 | GE CF34-3B1 38,83 kN (8.729 lbf) 41,01 kN (9.220 lbf)                 |
| Maks. teža brez goriva                           | 19.958 kg (44.000 lb)                                                 | 19.958 kg (44.000 lb)                                                 |
| Max. teža tovora                                 | 6.124 kg (13.500 lb)                                                  | 6.124 kg (13.500 lb)                                                  |
| Maks. vzletna teža                               | 24.041 kg (53.000 lb)                                                 | 24.041 kg (53.000 lb)                                                 |
| Maks. dolet                                      | ER: 3.000 km (1.864 mi, 1.620 nmi) LR: 3.710 km (2.305 mi, 2.003 nmi) | ER: 3.045 km (1.895 mi, 1.644 nmi) LR: 3.713 km (2.307 mi, 2.004 nmi) |
| Potovalna hitrost                                | Mach 0,74 [488 mph, 424 knots]                                        | Mach 0,74 [488 mph, 424 knots]                                        |
| Največja višina                                  | 12.496 m (41.000 ft)                                                  | 12.496 m (41.000 ft)                                                  |
| Število naročil                                  | 1054                                                                  | 1054                                                                  |

## Tehnične specifikacije serije 700
| Različica               | CRJ700                                                           | CRJ705                                                                                             | CRJ900                                                                                             | CRJ1000                                                                                                 |
| ----------------------- | ---------------------------------------------------------------- | -------------------------------------------------------------------------------------------------- | -------------------------------------------------------------------------------------------------- | --- |
| Posadka                 | 2                                                                | 2                                                                                                  | 2                                                                                                  | 2 |
| Kapaciteta sedežev      | 78 (1-razred) 70 (1-razred, tipična) 66 (2-razreda, tipična)     | 74 (1-razred) 75 (2-razreda, tipična))                                                             | 90 (1-razred) 88 (1-razred, tipična) 79 (2-razreda, tipična)                                       | 104 (1-razred) 100 (1-razred, tipična) 93 (2-razreda, tipična)                                          |
| Dolžina                 | 32,51 m (106 ft 8 in)                                            | 36,40 m (119 ft 4 in)                                                                              | 36,40 m (119 ft 4 in)                                                                              | 39,13 m (128 ft 4,7 in)                                                                                 |
| Razpon kril             | 23,24 m (76 ft 3 in)                                             | 24,85 m (81 ft 6 in)                                                                               | 24,85 m (81 ft 6 in)                                                                               | 26,18 m (85 ft 10,6 in)                                                                                 |
| Višina                  | 7,57 m (24 ft 10 in)                                             | 7,51 m (24 ft 7 in)                                                                                | 7,51 m (24 ft 7 in)                                                                                | 7,50 m (24 ft 6 in)                                                                                     |
| Površina kril           | 70,61 m² (760 ft²)                                               | 70,61 m² (760 ft²)                                                                                 | 70,61 m² (760 ft²)                                                                                 | 77,4 m² (833 ft²)                                                                                       |
| Maks. premer trupa      | 2,7 m (8 ft 10 in)                                               | 2,7 m (8 ft 10 in)                                                                                 | 2,7 m (8 ft 10 in)                                                                                 | 2,7 m (8 ft 10 in)                                                                                      |
| Maks. širina kabine     | 2,57 m (8 ft 5 in)                                               | 2,57 m (8 ft 5 in)                                                                                 | 2,57 m (8 ft 5 in)                                                                                 | 2,57 m (8 ft 5 in)                                                                                      |
| Višina kabine           | 1,89 m (6 ft 2 in)                                               | 1,89 m (6 ft 2 in)                                                                                 | 1,89 m (6 ft 2 in)                                                                                 | 1,89 m (6 ft 2 in)                                                                                      |
| Maks. teža brez goriva  | 28.259 kg (62.300 lb)                                            | 31.751 kg (70.000 lb) LR: 32.024 kg (70.600 lb)                                                    | 31.751 kg (70.000 lb) LR: 32.024 kg (70.600 lb)                                                    | 35.154 kg (77.500 lb)                                                                                   |
| Maks. vzletna teža      | 32.999 kg (72.750 lb) ER: 34.019 kg (75.000 lb)                  | 36.504 kg (80.500 lb) ER: 37.421 kg (82.500 lb) LR: 38.330 kg (84.500 lb)                          | 36.504 kg (80.500 lb) ER: 37.421 kg (82.500 lb) LR: 38.330 kg (84.500 lb)                          | EuroLite: 38.995 kg (85.968 lb) 40.824 kg (90.000 lb) ER: 41.640 kg (91.800 lb)                         |
| Maks. teža tovora       | 8.527 kg (18.800 lb)                                             | 10.319 kg (22.750 lb) LR: 10.591 kg (23.350 lb)                                                    | 10.319 kg (22.750 lb) LR: 10.591 kg (23.350 lb)                                                    | 11.975 kg (26.400 lb)                                                                                   |
| Kapaciteta za tovor     | 15,5 m3 (550 cu ft)                                              | 16,8 m3 (590 cu ft)                                                                                | 16,8 m3 (590 cu ft)                                                                                | 19,4 m3 (690 cu ft)                                                                                     |
| Vzletna razdala pri ISA | 1.564 m (5.131 ft) ER: 1.676 m (5.499 ft)                        | 1.778 m (5.833 ft) ER: 1.861 m (6.106 ft) LR: 1.944 m (6.378 ft)                                   | 1.778 m (5.833 ft) ER: 1.861 m (6.106 ft) LR: 1.944 m (6.378 ft)                                   | EuroLite: 1.822 m (5.978 ft) 1.996 m (6.549 ft) ER: 2.079 m (6.821 ft)                                  |
| Največja višina         | 12.497 m (41.000 ft)                                             | 12.497 m (41.000 ft)                                                                               | 12.497 m (41.000 ft)                                                                               | 12.497 m (41.000 ft)                                                                                    |
| Potovalna hitrost       | Mach 0,78 (829 km/h, 515 mph)                                    | Mach 0,78 (829 km/h, 515 mph)                                                                      | Mach 0,80 (850 km/h, 528 mph)                                                                      | Mach 0,78 (827 km/h, 515 mph)                                                                           |
| Največja hitrost        | Mach 0,85 (876 km/h, 544 mph)                                    | Mach 0,83 (885 km/h, 559 mph)                                                                      | Mach 0,83 (881 km/h, 547 mph)                                                                      | Mach 0,82 (870 km/h, 541 mph)                                                                           |
| Dolet                   | 1.218 nmi (2.256 km; 1.402 mi)ER: 1.504 nmi (2.785 km; 1.731 mi) | 1.719 nmi (3.184 km; 1.978 mi)ER: 1.963 nmi (3.635 km; 2.259 mi)LR: 1.999 nmi (3.702 km; 2.300 mi) | 1.048 nmi (1.941 km; 1.206 mi)ER: 1.283 nmi (2.376 km; 1.476 mi)LR: 1.515 nmi (2.806 km; 1.743 mi) | EuroLite: 971 nmi (1.798 km; 1.117 mi) 1.425 nmi (2.639 km; 1.640 mi)ER: 1.622 nmi (3.004 km; 1.867 mi) |
| Količina goriva         | 8.887 kg (19.592 lb)                                             | 8.887 kg (19.592 lb)                                                                               | 8.887 kg (19.592 lb)                                                                               | 8.887 kg (19.592 lb)                                                                                    |
| Motorji (2x)            | GE CF34-8C5B1                                                    | GE CF34-8C5                                                                                        | GE CF34-8C5                                                                                        | GE CF34-8C5A1                                                                                           |
| Potisk motorjev (2x)    | 56,4 kN (12.670 lbf)                                             | 58,4 kN (13.123 lbf)                                                                               | 59,4 kN (13.360 lbf)                                                                               | 60,6 kN (13.630 lbf)                                                                                    |

Sources: CRJ700, CRJ705, CRJ900, CRJ1000 

Notes:
- Delta Connection branded CRJ900 aircraft seat 76 passengers and four crew members in a combined first/coach class configuration.[15]